# Gheorghe Oană
Gheorghe Oană (n. 20 octombrie 1949) este un deputat român în legislatura 1996-2000, ales în județul Caraș-Severin pe listele partidului PDSR.